# ساعتا خوابن
ساعتا خوابن هفتمین آلبوم استودیویی رضا یزدانی است که شامل ۱۴ ترانه می‌شود. آهنگسازی بیشتر قطعات را یزدانی برعهده دارد. یزدانی در فیلم جدیدی ایفای نقش می‌کند که به گفتهٔ موسیقی ما تصمیم داشت تاحدودی همزمان با اکران فیلم جدیدش این آلبوم را منتشر کند.

## فهرست ترانه‌ها
مدت قطعات از وبگاه بییپ تونز بدست آمده است.
موسیقی همهٔ ترانه‌ها توسط رضا یزدانی، بجز آنهایی که اشاره شده‌است ساخته شده‌است.
| شماره      | نام                                   | سراینده                | مدت   |
| ---------- | ------------------------------------- | ---------------------- | ----- |
| ۱.         | «نقش اول» (میلاد عدل)                 | مهدی ایوبی             | ۶:۵۱  |
| ۲.         | «بی منطق»                             | رضا یزدانی، مهدی ایوبی | ۷:۱۹  |
| ۳.         | «مهتاب تو فانوس»                      | هانیه ترکمان           | ۵:۰۵  |
| ۴.         | «هذیون»                               | علیرضا باران           | ۴:۱۱  |
| ۵.         | «عشق پست مدرن»                        | احسان گودرزی           | ۴:۱۰  |
| ۶.         | «هنوز دلم واسه تو تنگ میشه»           | سروش دادخواه           | ۳:۴۶  |
| ۷.         | «یخبندونای قطبی چشمات» (بهروز پایگان) | هومن حسن پور           | ۵:۳۵  |
| ۸.         | «قبولم نمی‌کند»                        | محمدعلی بهمنی          | ۳:۳۷  |
| ۹.         | «تهران گردی»                          | علیرضا باران           | ۳:۳۱  |
| ۱۰.        | «نوستالژی»                            | حسن علیشیری            | ۵:۵۷  |
| ۱۱.        | «تحویل سال»                           | ساعده امجدی            | ۵:۰۴  |
| ۱۲.        | «کسی از ما جهان‌آرا نمیشه»             | سروش دادخواه           | ۳:۵۴  |
| ۱۳.        | «قوی سیاه»                            | احسان گودرزی           | ۴:۳۷  |
| ۱۴.        | «دیوونه» (بهروز پایگان)               | مهدی ایوبی             | ۵:۴۳  |
| مجموع مدت: | مجموع مدت:                            | مجموع مدت:             | ۶۹:۲۰ |

## دست‌اندرکاران
- میلاد عدل – گیتار الکتریک، گیتار آکوستیک
- مازیار احمدپور – گیتار الکتریک، گیتار آکوستیک
- آرش زمانیان – گیتار بیس
- بهروز پایگان – صفحه‌کلید، پیانو
- شهروز بردوده – صفحه‌کلید
- محمد خرمی‌نژاد – درام (ساز)، پرکاشن
- کاویان رجبی – گیتار فلامنکو در قطعهٔ «تحویل سال»
- ایمان جعفری – کلارینت
- جابر اطاعتی – آکوردئون
- میثم مروستی – ویلن